# Julián Coronel
Julián Rosa Coronel (Asunción, 1958. október 23. – ) paraguayi válogatott labdarúgó. 

## Pályafutása

### Klubcsapatban
1977 és 1986 között a Club Guaraní csapatában játszott, melynek tagjakként 1984-ben bajnoki címet szerzett. 1987 és 1988 között a chilei Universidad Católicában védett. 1989 és 1991 között a Club Olimpia kapusa volt. 1990-ben a Libertadores-kupát és a Supercopa Sudamericanát, 1991-ben pedig a Recopa Sudamericanát nyerte meg csapatával.

### A válogatottban
1991-ben 1 alkalommal szerepelt a paraguayi válogatottban. Tagja volt az 1979-es ifjúsági világbajnokságon szereplő U20-as válogatott keretének. Részt vett az 1986-os világbajnokságon harmadik számú kapusként, de egyetlen mérkőzésen sem kapott lehetőséget.

## Sikerei, díjai
Club Guaraní
- Paraguayi bajnok (1): 1984

Club Olimpia
- Paraguayi bajnok (1): 1989
- Copa Libertadores (1): 1990
- Supercopa Sudamericana (1): 1990
- Recopa Sudamericana (1): 1991